# ویکو لاوی
ویکو لاوی (فنلاندی: Veikko Lavi؛ ‏ ۲۳ آوریل ۱۹۱۲ – ۲۲ مهٔ ۱۹۹۶) خواننده، ترانه‌سرا و بازیگر اهل فنلاند بود.
از فیلم‌هایی که وی در آن نقش داشته‌است، می‌توان به مواظب روسری‌ات باش تاتیانا اشاره کرد.